# Pedro de Ricaurte y Torrijos
Pedro Pablo Joaquín Ricaurte y Torrijos fue un neogranadino que fue alcalde de Santafé de Bogotá en dos ocasiones en 1785 y 1805 y miembro del poder legislativo de Santafé durante Virreinto de la Nueva Granada.